# Alburnoides eichwaldii
Alburnoides eichwaldii es una especie de pez del género Alburnoides, familia Cyprinidae. Fue descrita científicamente por De Filippi en 1863. 
Se distribuye por Europa y Asia: drenajes fluviales de la costa suroeste del Caspio desde Samur hasta los ríos de la provincia de Lenkoran en Azerbaiyán. La longitud estándar (SL) es de 11,3 centímetros.
Está clasificada como una especie marina inofensiva para el ser humano.